# Saint-Cyr-en-Pail

Saint-Cyr-en-Pail este o comună în departamentul Mayenne, Franța. În 2009 avea o populație de 452 de locuitori.